# باميلا إريكسون
باميلا إريكسون (بالإنجليزية: Pamela Erickson)‏ هي عالمة الإنسان أمريكية، ولدت في 12 أبريل 1951.